# Desoria blufusata
Desoria blufusata is een springstaartensoort uit de familie van de Isotomidae. De wetenschappelijke naam van de soort is voor het eerst geldig gepubliceerd in 1978 door Fjellberg.